# Hof ter Saksen
Hof Ter Saksen is een 19e-eeuws kasteeldomein, dat dienst doet als educatief natuurpark. Het is gelegen op de grens van Beveren en Haasdonk, deelgemeenten van Beveren-Kruibeke-Zwijndrecht.
Het domein van 27 hectare groot is sinds 1982 eigendom van de gemeente Beveren, en bestaat uit akkers, een bosgebied, een arboretum en een kasteelpark.

## Geschiedenis
Het landgoed werd in de middeleeuwen het goed 'Shaecx’ genoemd, naar de oudste bewoners van het leengoed, de familie Noethaeckx. Het leengoed ressorteerde onder de heerlijkheid van Beveren en strekte zich uit over een oppervlakte tussen 27 en 30 bunders, wat omgerekend naar hedendaagse oppervlaktematen ergens tussen de 36 en 40 hectare bedraagt. Het goed was gelegen langs de Oude Heerweg die Antwerpen met Gent verbond.
De oudst vermelde eigenaar van het landgoed was Margareta Noethaeckx (1365), dochter van ridder Diederik Noethaeckx, grafelijke raadsheer en meier van Destelbergen. Het goed Shaeckx ging na het overlijden van Diederik in 1354 over op zijn weduwe Beatrijs van Massemen en na haar overlijden kwam Hof ter Saksen toe aan hun tweede dochter, Margaretha Noethaecx. Zij was gehuwd met ridder Zeger van Kalken, die een tijdlang als kastelein over het kasteel van Bornem heerste (1379-1388). Na eerst te zijn toegekomen aan de oudste zus Elisabeth van Kalken, getrouwd met Boudewijn de Vos, werd er een regeling getroffen waarbij het goed 'sHaecx' werd overgedragen aan de jongste zus Marie van Kalken. Marie huwde achtereenvolgens met de Gentenaar Jan Rijm en de Ieperling Jan van Langemeersch. Deze laatste was sinds 1426 heer van Rumbeke. Het verafgelegen Hof ter Saksen, dat al langere tijd in pacht werd gegeven, zou zo geleidelijk aan zijn belang verliezen voor de familie Van Kalken.
Ergens tussen 1415 en 1439 werd het domein verkocht aan een buitenechtelijke telg uit de familie Vijd, dezelfde familie die het kasteel van Cortewalle in Beveren bouwde. In 1448 schonk Jan Vijd, buitenechtelijke zoon van Joos' oudere broer Christoffel en oud-baljuw van Beveren (1426-1431), het goed Shaecx aan zijn zoon Adriaan Vijd ter gelegenheid van diens huwelijk met Jozijne van de Voorde. Hierna zou de bastaardtak van de familie Vijd nog twee generaties het pachtgoed Ter Saksen in zijn bezit houden.
In de jaren 1530 komt het goed uiteindelijk via de familie Van der Haghen in het bezit van de adellijke familie Van Steelant.
Gregorio Del Plano (1604) kocht het landgoed in 1594 en het bleef vier generaties in de Del Plano-familie. De familie Del Plano bewoonde kasteel Ter Welle in Beveren. Het goed Shaecx bleef verder bestaan als pachtgoed. Uiteindelijk verkocht een van zijn nazaten het aan Pieter-Franciscus Piers, de toenmalige burgemeester van Beveren. In 1699 liet Pieter-Franciscus Piers het domein over aan Matthias van der Burcht.

### Sloop en herbouw
In 1781 nam Jean-Baptist Versmessen, hoofdschepen van het Land van Waas, het landgoed over. Omstreeks 1804 liet hij de oude gebouwen afbreken en het huidige kasteel optrekken in neoclassicistische stijl. Hierdoor vertoont het overeenkomsten met gebouwen van de Franse architecten Ange-Jacques Gabriel en François-Joseph Bélanger. Niet alleen het kasteel werd verbouwd, ook liet hij de tuinen herplanten in Engelse stijl en een omwalling uitgraven. De achterste toren van het kasteel is 36 meter hoog: even hoog als de kerktoren van Haasdonk. Op vraag van de kasteelheer werden aan alle zijden van de toren uurwerkplaten gezet. Volgens de plaatselijke overlevering liet hij dit doen, zodat de inwoners niet meer naar de kerktoren moesten kijken om het uur te lezen. Het kasteel zelf werd vermoedelijk gebruikt als ontmoetingsplaats voor vrijmetselaars.
Tegen 1815 waren de verbouwingen voltooid, en woonde de Sint-Niklase edele familie de Schoutheete de Tervarent in het kasteel. Het bleef eigendom van de familie Versmessen. In 1824 werd de zoon van Jan-Baptist, Antoine Versmessen (1777-1837) burgemeester verkozen van Haasdonk. Een litho uit 1825 toont het kasteel in een Engelse landschapstuin.
Ten slotte kocht in 1920 de Sint-Niklase textielfabrikant Edmond Meert het als zomerverblijf aan. Meert verbleef hier tijdens de oorlogsjaren, omdat zijn residentie in Sint-Niklaas door de Duitse officieren was opgeeïst. Het landgoed bleef na diens dood eigendom van de familie en de laatste gekende eigenaar was André Meert, die uitsluitend in de hoeve woonde. Tijdens de Tweede Wereldoorlog werd het kasteel zwaar verwaarloosd door de Duitse bezetter. Duitse officieren bewoonden het kasteel en de soldaten waren gestationeerd in de orangerie. Het domein werd toen gebruikt als opslagplaats voor oorlogsmateriaal. In het laatste kwart van de 20e eeuw verloor het kasteel voorgoed zijn woonfunctie, en raakte het snel in verval. Enkel de orangerie en koetshuis bleven in gebruik, en werden de tuinen openbaar toegankelijk gemaakt.

### Buitenrestauratie (2004-2007)
Op 07-02-1980 werd een ministerieel besluit gepubliceerd dat het kasteel als monument beschermde. Na een storm in 1986 stortte een deel van het oude kasteel dak in. De ruïne bestond uitsluitend uit de binnenmuren, en de restanten van het gebouw dreigden compleet in te storten. Na jarenlange verwaarlozing werd een dossier opgestart om een buitenrestauratie te op te starten. Deze campagne startte in 2004, nadat het dossier was goedgekeurd. Het hele project kostte ongeveer 2 miljoen euro. In 2004 tot 2007 werden de kasteelgevels, gerestaureerd naar de 19e-eeuwse toestand, in opdracht van de gemeente Beveren. Het oorspronkelijke interieur is compleet verwoest, op een paar fragmenten met stucwerk na. Het wacht in 2023 nog steeds op een binnenrestauratie.

### Binnenrestauratie
Op 22 februari 2018 werd aangekondigd dat de binnenkant van het kasteel een grondige interieur restauratie zou ondergaan. Er wordt door de gemeente een budget van 2,6 miljoen vrijgemaakt om het interieur terug te herstellen, met het oog op gebruik.

#### De hoeve

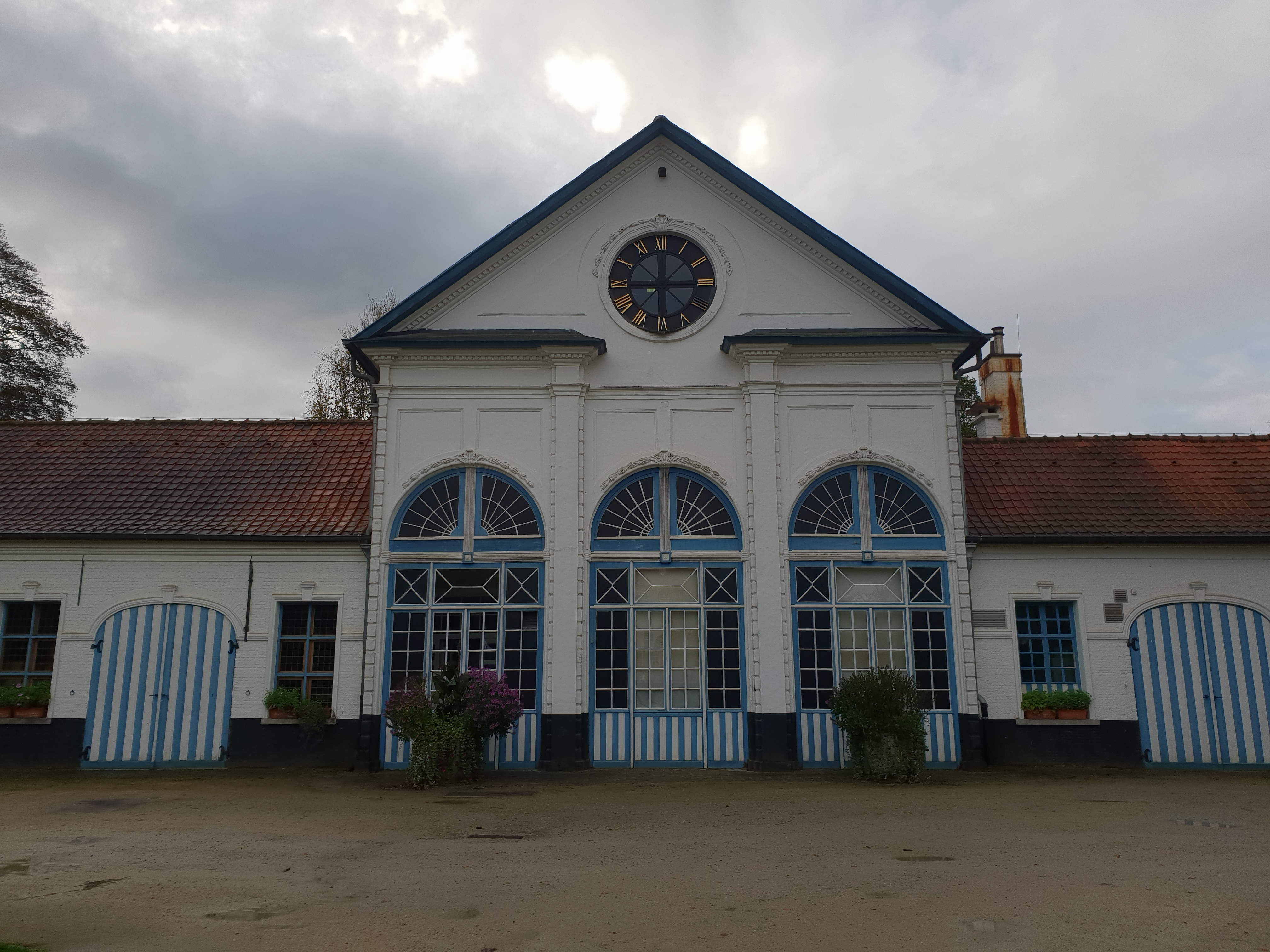
De hoeve

De boerderij met ingebouwde stallen, is gebouwd in 1812. Het werd door de laatste eigenaars ‘Ter Hoeve’ genoemd. De gemeente heeft het gebouw recentelijk (2007) gerestaureerd en de binnenkoer is toegankelijk voor het publiek. Het gebouw zelf wordt als opslagplaats gebruikt door de groendienst.

#### De orangerie

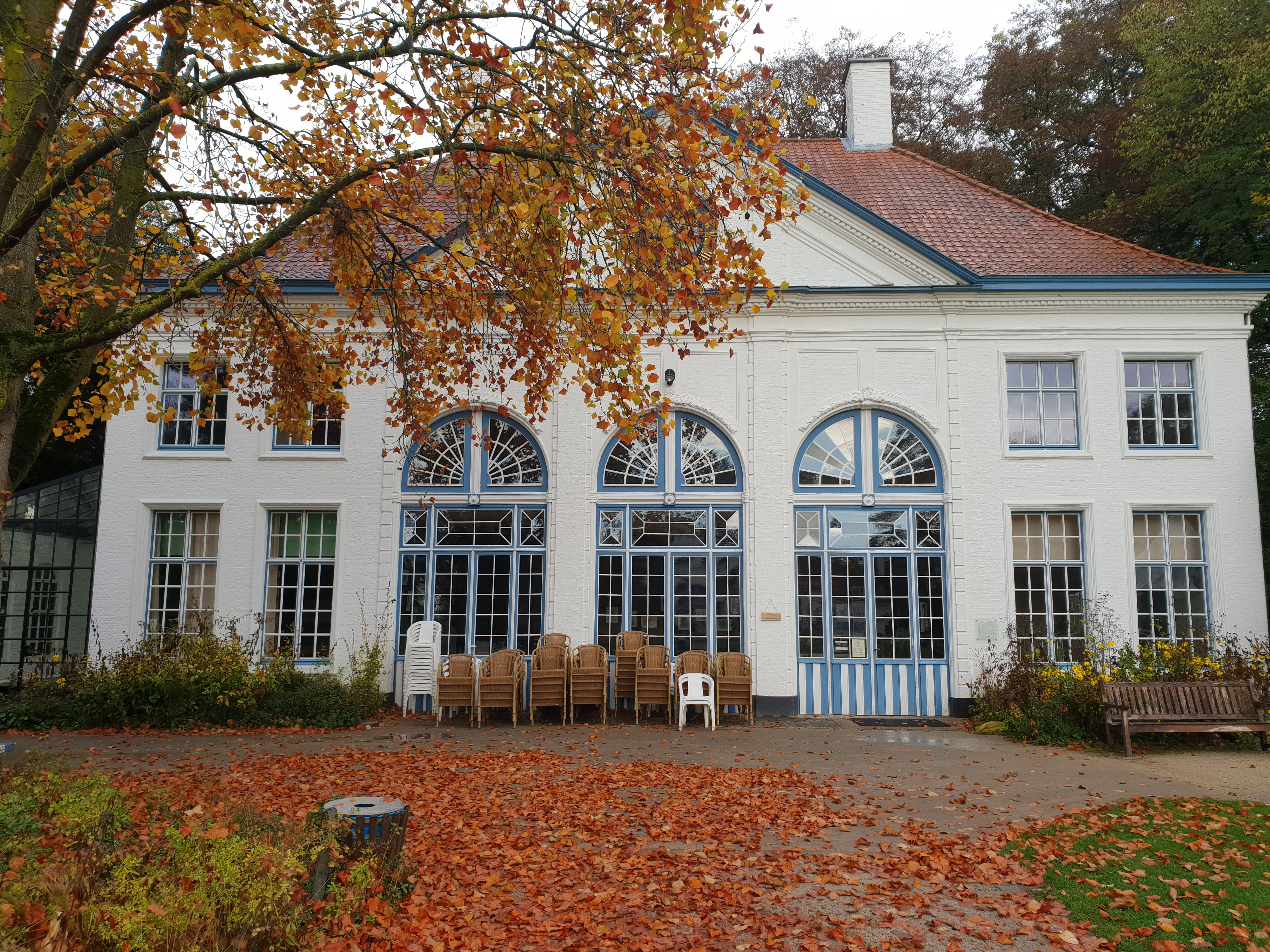
Orangerie Hof Ter Saksen

Gebouwd in 1812 in opdracht van Jan-Baptist Versmessen. Dit gebouw deed vroeger dienst als koude serre voor de exotische planten, die zo beschermd waren tegen de vrieskou. Sinds de restauratie aan het domein in 2007 wordt de orangerie gebruikt als café.

#### IJskelders

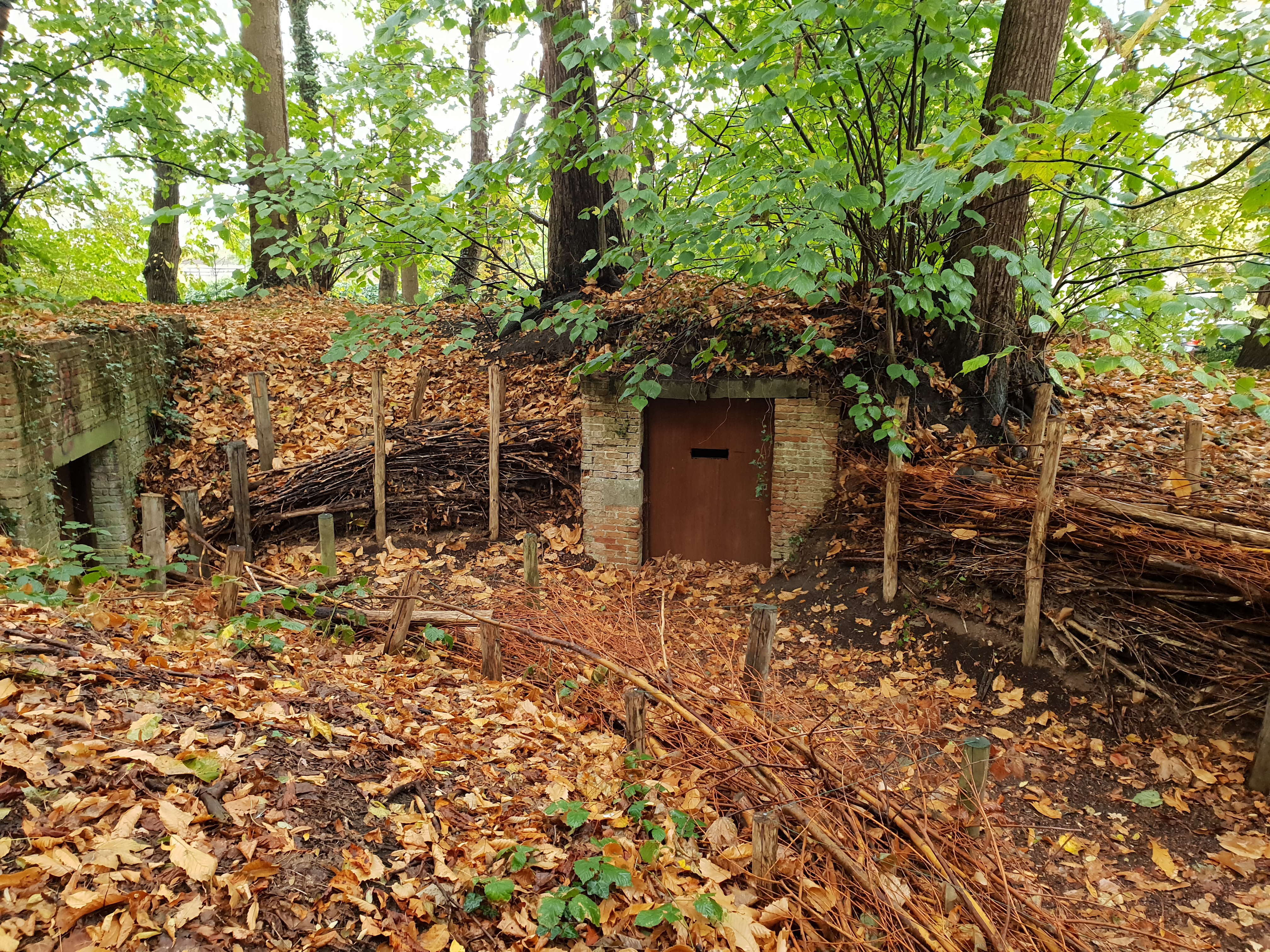
IJskelders

Iets verder op het landgoed zijn ondergrondse kelders. Deze kelders zijn in baksteen en zijn afgesloten door houten deuren. In het verleden werd in de winter uit de vijver rond het kasteel stukken ijs met vis in losgehakt en hier opgeslagen.
Omstreeks 1987 werd er puin geruimd uit de ijskelders en kwam men tot de ontdekking dat vleermuizen er hun schuiloord van hadden gemaakt. Tegenwoordig overwinteren ze hier nog.

## Galerij

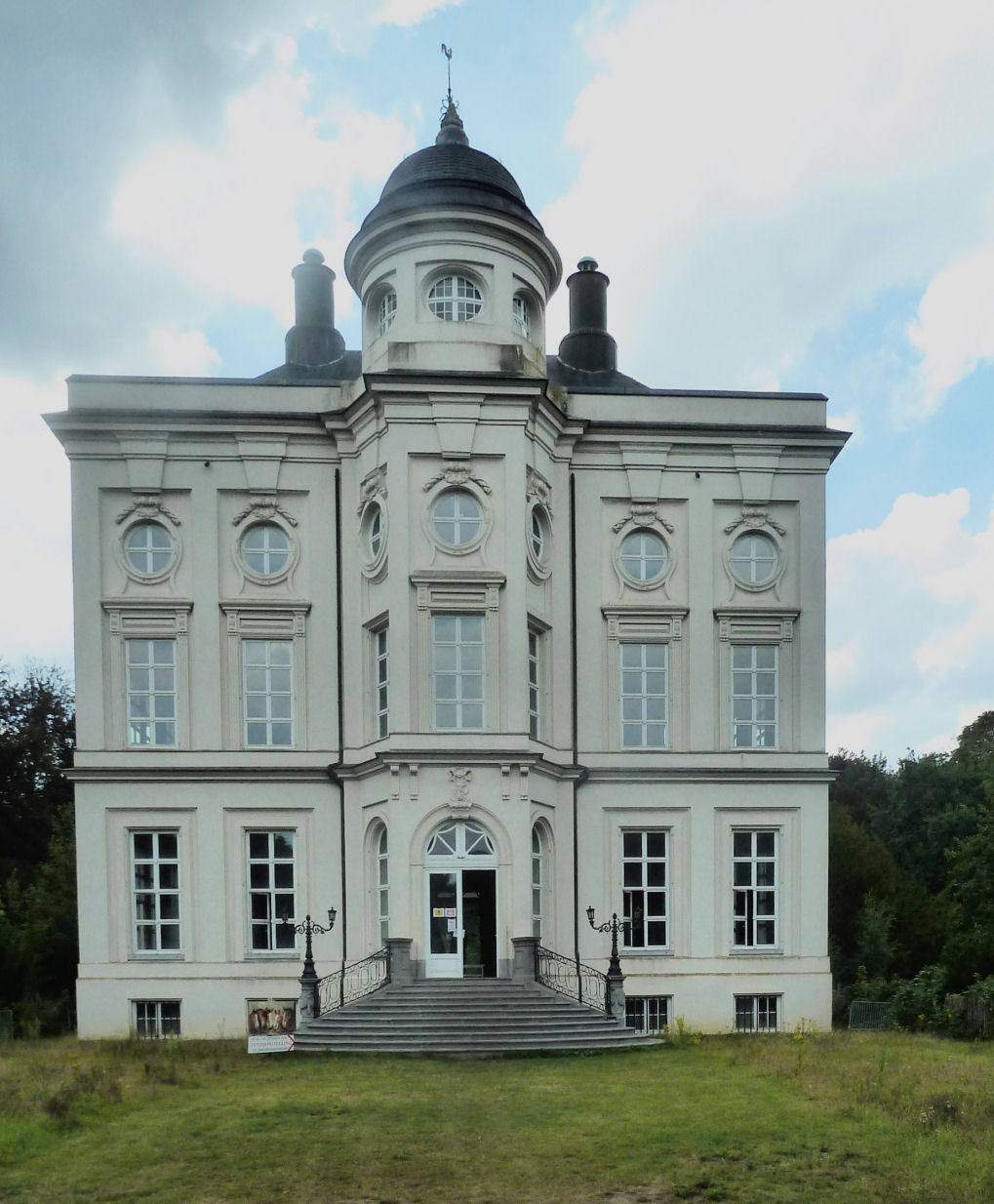
De oostelijke gevel, met ingang (2023).
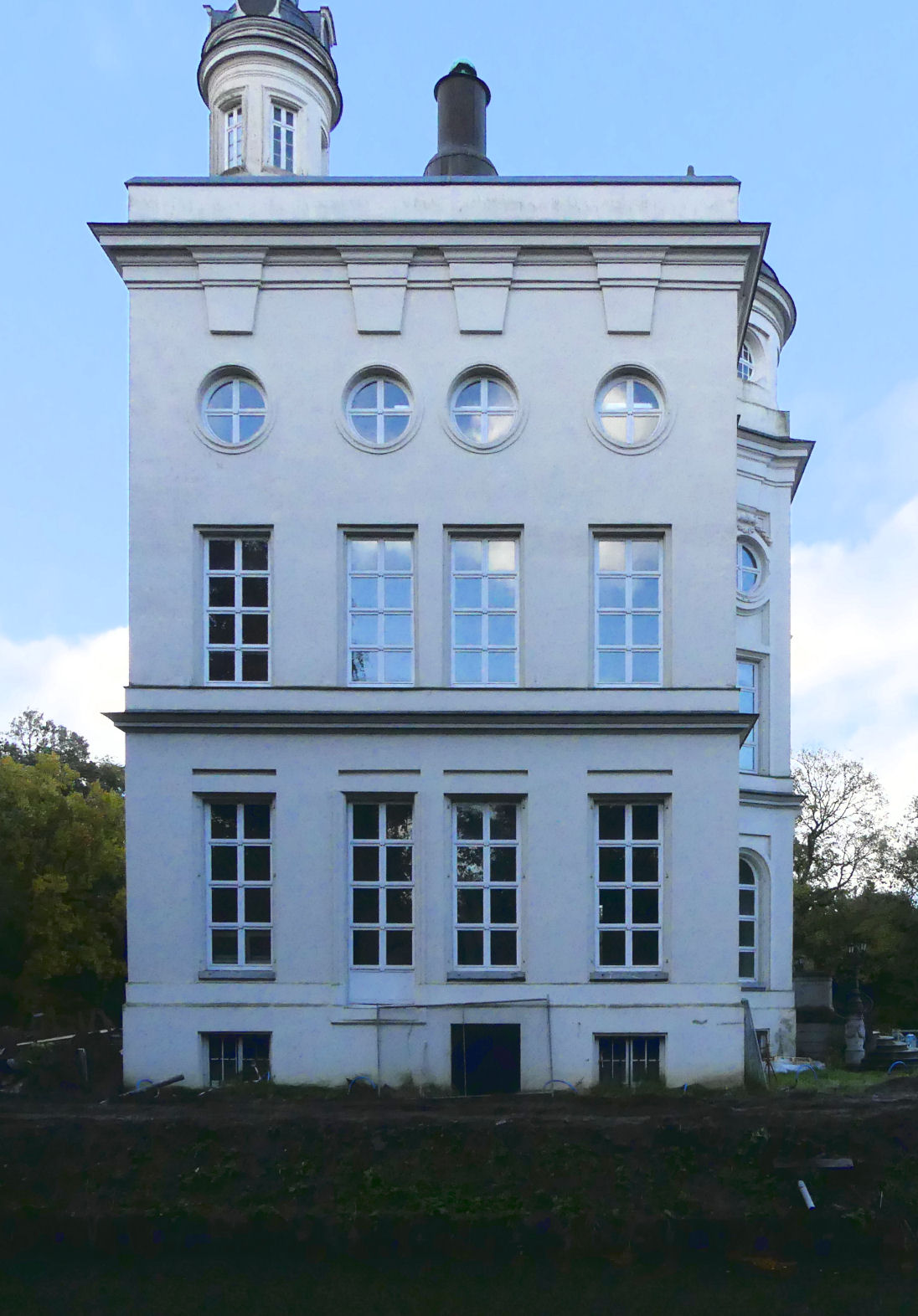
de sobere zuidelijke gevel (2023).
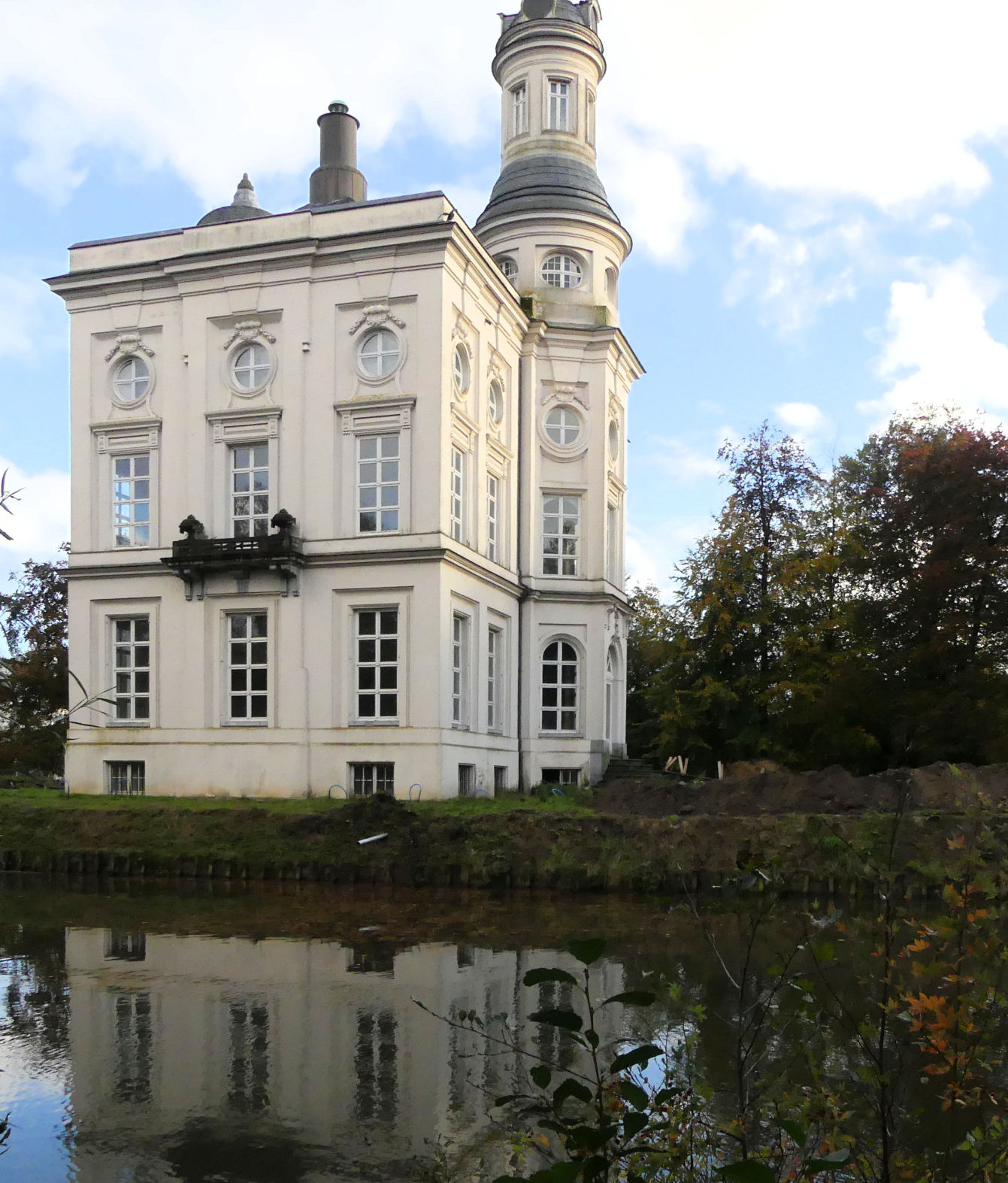
de Noordelijke gevel, met balkon.
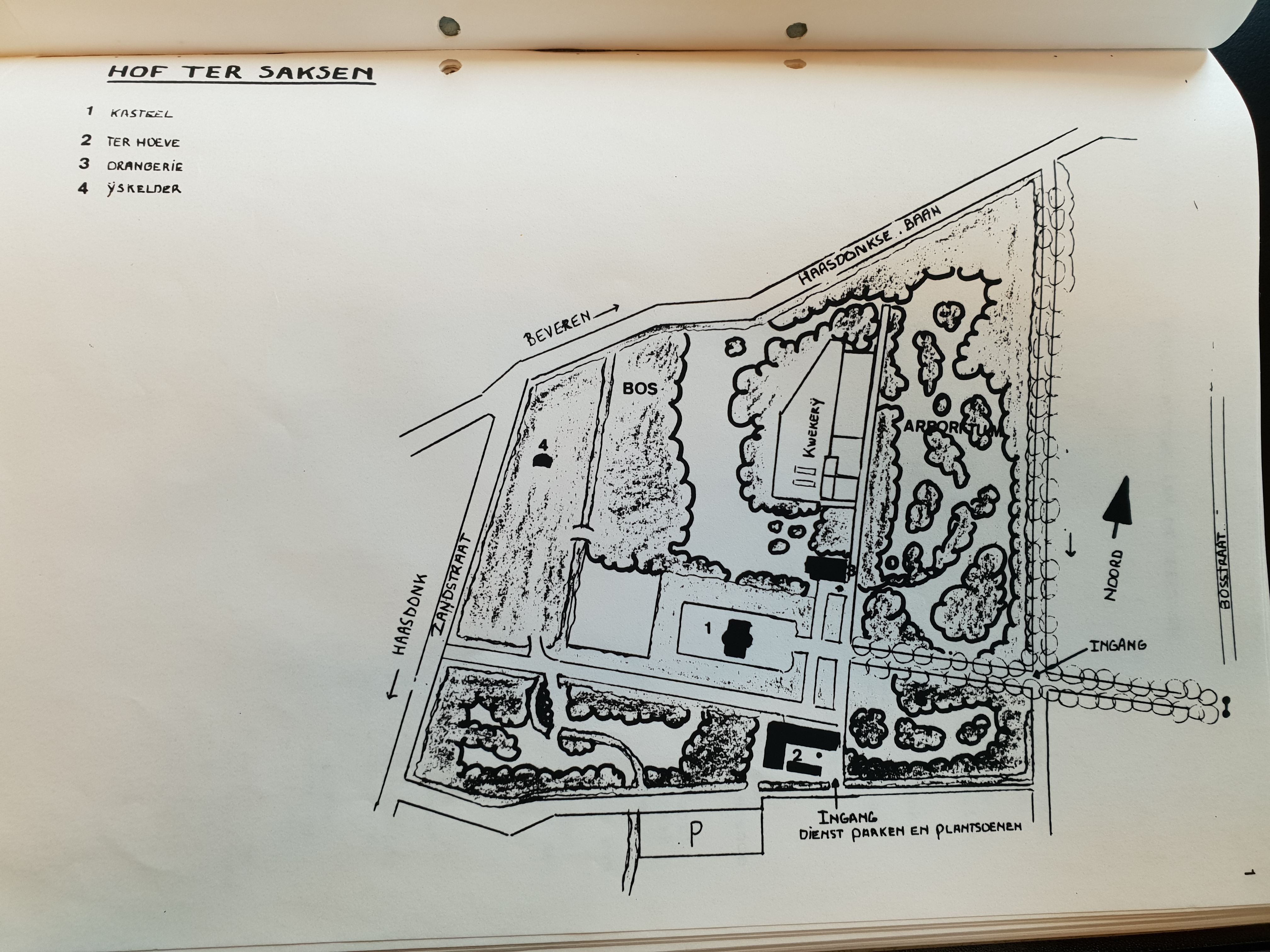
Oude plattegrond van het landgoed.
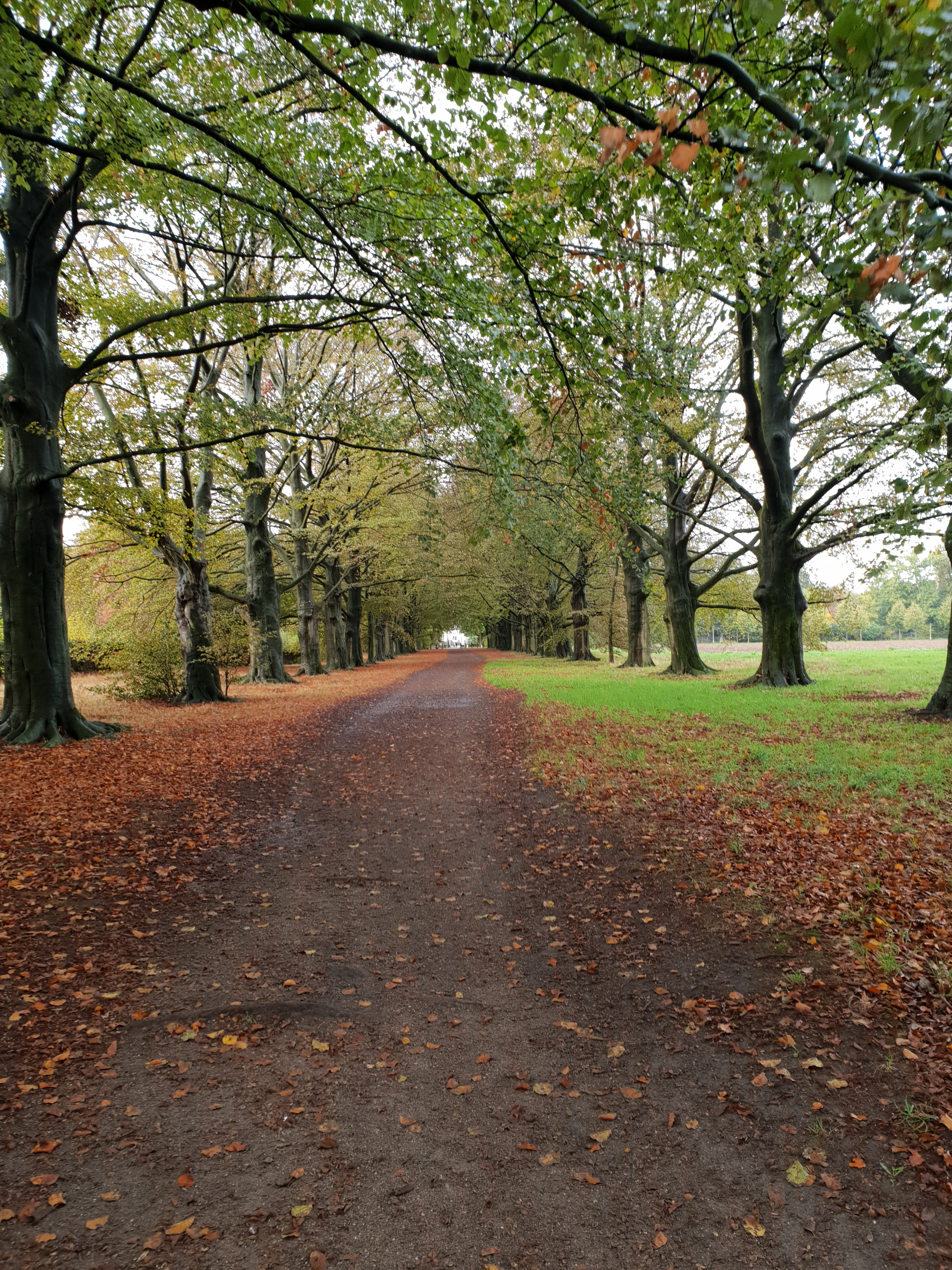
Dreef met oude beuken, die uitloopt op het kasteel.
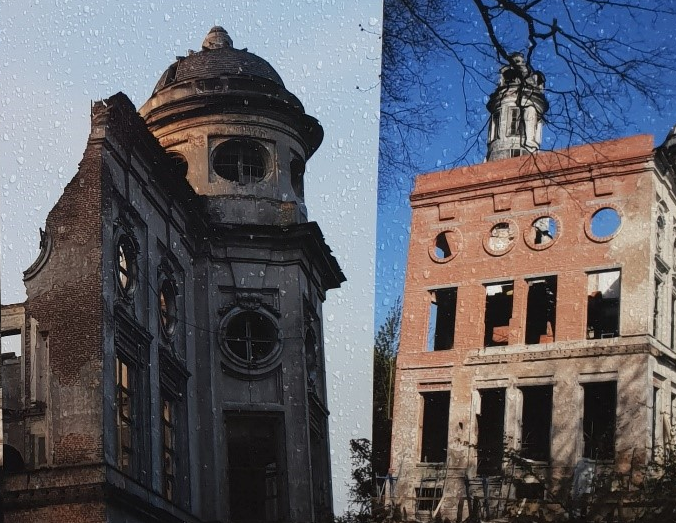
Ruïne van het kasteel Hof Ter Saksen, toestand voor de buitenrestauratie, 2004.